# Yancai
Yancai (Chinees: 奄蔡; pinyin: Yǎncài; Wade-Giles: Yen-ts’ai; "Weidse Steppe")  was de Chinese naam van een oude nomadische staat met haar centrum nabij het Aralmeer, ten tijde van de Han-dynastie (206 v.Chr. - 220 n.Chr.). Algemeen wordt aangenomen dat het een Iraans volk van de Sarmatische groep was. Nadat ze in de eerste eeuw voor Christus vazallen van de Kangju waren geworden, werden de Yancai bekend als Alan (Chinees: 阿蘭; pinyin: Ālán; Wade-Giles: A-lan). De Yancai (奄蔡) worden vaak verbonden met de Aorsi van de Romeinse archieven, terwijl Alan  (阿蘭) verbonden werd  met de latere Alanen. 

## Geschiedenis
De Yancai worden voor het eerst genoemd in hoofdstuk 123 van de Shiji (waarvan de auteur, Sima Qian, stierf rond 90 v.Chr.) gebaseerd op de reizen van de Chinese diplomaat Zhang Qian uit de 2e eeuw voor Christus:
Yancai ligt zo'n 2.000 li ten noordwesten van Kangju. De mensen zijn nomaden en hun gewoonten zijn over het algemeen vergelijkbaar met die van de mensen van Kangju. Het land heeft meer dan 100.000 boogschutterstrijders en grenst aan een groot, oeverloos meer.
De bevolking van Yancai wordt gewoonlijk beschouwd als een Iraans volk van de Sarmatische groep. Ze worden vaak in verband gebracht met de Aorsi uit de Romeinse archieven, die het gebied tussen de Don en het Aralmeer domineerden en zowel een rijk handelsvolk als een machtige militaire macht waren. Volgens Chinese bronnen behoorde Yancai tot het noordelijke deel van de Zijderoute. De Chinezen stuurden ambassades naar Yancai en bevorderden actief de handelsbetrekkingen. 
De Chinese kroniek uit de latere Han-dynastie, de Hou Hanshu, 88 (die de periode 25-220 beslaat en werd voltooid in de 5e eeuw), vermeldde een rapport dat Yancai nu een vazalstaat was van Kangju, bekend als Alanliao:
Het koninkrijk Yancai heeft zijn naam veranderd in de koninkrijken van Alan [en] Liao. Zij bezetten het land en de steden. Het zijn onderhorigheden van Kangju. Het klimaat is mild. Wasbomen, dennen en ‘wit gras’ zijn er in overvloed. Hun manier van leven en kleding zijn vergelijkbaar met die van Kangju.
Joeri Zadneprovski schreef dat de onderwerping van Yancai door Kangju plaatsvond in de 1e eeuw voor Christus.  De westwaartse expansie van de Kangju dwong veel Sarmaten om westwaarts te migreren, hetgeen aanzienlijk bijdroeg  aan de Grote Volksverhuizing in Europa. De naam Alanliao is door moderne geleerden in verband gebracht met de Alanen. 
Yancai wordt voor het laatst genoemd in de 3e eeuw in de Weilüe:
Dan is er het koninkrijk Liu, het koninkrijk Yan en het koninkrijk Yancai, dat ook Alan wordt genoemd. Ze hebben allemaal dezelfde manier van leven als die van Kangju. In het westen grenzen ze aan Da Qin, in het zuidoosten grenzen ze aan Kangju. Deze koninkrijken hebben grote aantallen van hun beroemde sabels. Ze houden vee en trekken rond op zoek naar water en voer. Ze liggen dicht bij een groot, oeverloos meer. Voorheen waren ze vazallen van Kangju. Nu zijn ze niet langer vazallen.
In de eerste en tweede eeuw na Christus kwamen de Alanen naar voren als het dominante volk onder de Sarmaten, door het veroveren of absorberen van andere stammen. In die tijd migreerden ze westwaarts naar Zuid-Rusland en vielen regelmatig het Parthische en Romeinse rijk binnen.